# Cantonul La Vistrenque
Cantonul La Vistrenque este un canton din arondismentul Nîmes, departamentul Gard, regiunea Languedoc-Roussillon, Franța.

## Comune
| Comune                                   | Populație (1999) | Cod poștal | Cod INSEE |
| ---------------------------------------- | ---------------- | ---------- | --------- |
| Bouillargues (chef-lieu du canton)       | 6 183            | 30230      | 30047     |
| Caissargues                              | 3 759            | 30132      | 30060     |
| Garons                                   | 4 546            | 30128      | 30125     |
| Milhaud                                  | 5 762            | 30540      | 30169     |
| Rodilhan                                 | 2 818            | 30230      | 30356     |
| Nîmes (extrémité sud : Format:7e canton) | 251              | 30000      | 30189     |